# بوب ستودارد
بوب ستودارد (بالإنجليزية: Bob Stoddard)‏ هو لاعب كرة قاعدة أمريكي، ولد في 8 مارس 1957 في سان خوسيه في الولايات المتحدة.

## وصلات خارجية
- بوب ستودارد على موقعبيزبول رفرنس.كوم (الدوري الرئيسي) (الإنجليزية)
- بوب ستودارد على موقعبيزبول رفرنس.كوم (الدوري الثانوي) (الإنجليزية)
- بوب ستودارد على موقع مشجعي الرسوم البيانية (الإنجليزية)